# Vrăjitorul minciunilor
Vrăjitorul minciunilor (titlu original: The Wizard of Lies) este un film american biografic de televiziune din 2017 regizat de Barry Levinson și scris de Sam Levinson, Sam Baum și John Burnham Schwartz, bazat pe cartea de non-ficțiune din 2011 cu același nume de Diana B. Henriques. Rolurile principale au fost interpretate de actorii Robert De Niro, Diana Henriques, Nathan Darrow, Alessandro Nivola, Michael Kostroff și Michelle Pfeiffer.

## Distribuție
- Robert De Niro - Bernard Madoff
- Michelle Pfeiffer - Ruth Madoff
- Alessandro Nivola - Mark Madoff
- Hank Azaria - Frank DiPascali
- Nathan Darrow - Andrew Madoff
- Sydney Gayle - Emily Madoff
- Lily Rabe - Catherine Hooper
- Kristen Connolly - Stephanie Madoff
- Kathrine Narducci - Eleanor Squillari
- Steve Coulter - Martin London
- Shivam Chopra - Male Student
- Michael Kostroff - Peter Madoff
- Clem Cheung - Denny Chin
- Diana B. Henriques - Rolul ei